# 江陵金氏
江陵金氏（강릉 김씨）是韩国（朝鲜民族）金姓的本贯。有两个不同家族。
- 始祖为新罗第37代君主宣德王时的侍中兼兵部令金周元)。
- 始祖是敬顺王与王建之女乐浪公主的儿子金鍵。乐浪公主王氏，是高丽太祖王建与神明顺成王后刘氏的长女。

## 分籍宗及分派
- 淸風派，安東派，習讀公派，臨鏡公派，江陵魯巖公派，楡川派，襄陽公派
- 江陵慕顔派，江陵玉街派，江陵玉溪派，豊德派，江陵松林派，江陵虎鳴派
- 草堂派，鶴浦派，江陵柯坪派，鳥項派，信堂派，茅田派，金江德原派，元山派
- 三陟派，橫城派，萬戶公派，支山君派，公淸簡派，尙州派，松塢公派，慕庵公派
- 晦窩公派，文義派，木川伏龜亨派，坡州陵洞派，栢洞派，濟州公派
- 江陵蟬淵派，贊成公派，月峰公派，三愧堂公派，長甫公派，礪山派，評議公派